# 官道
官道（かんどう）とは、日本の国家によって整備・管理・維持がなされた道路を指す。
日本史においては、律令制時代に、中央と地方国府とを結ぶための幹線道路として整備された大型直線道路（五畿七道）などを指す。本稿においてはこれを記述する。

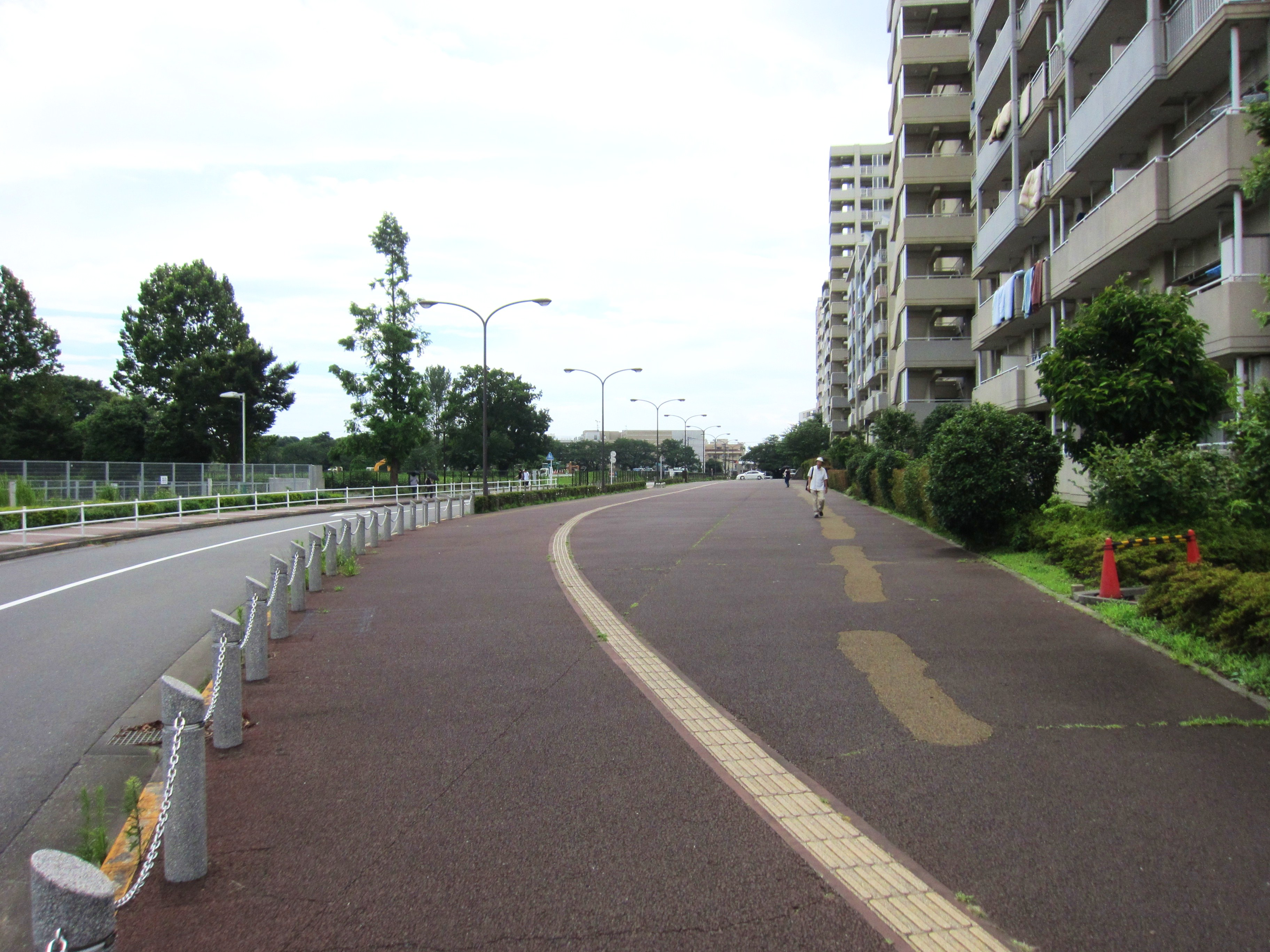
東山道武蔵路跡（東京都国分寺市）
右端の茶色く示された部分は側溝跡。

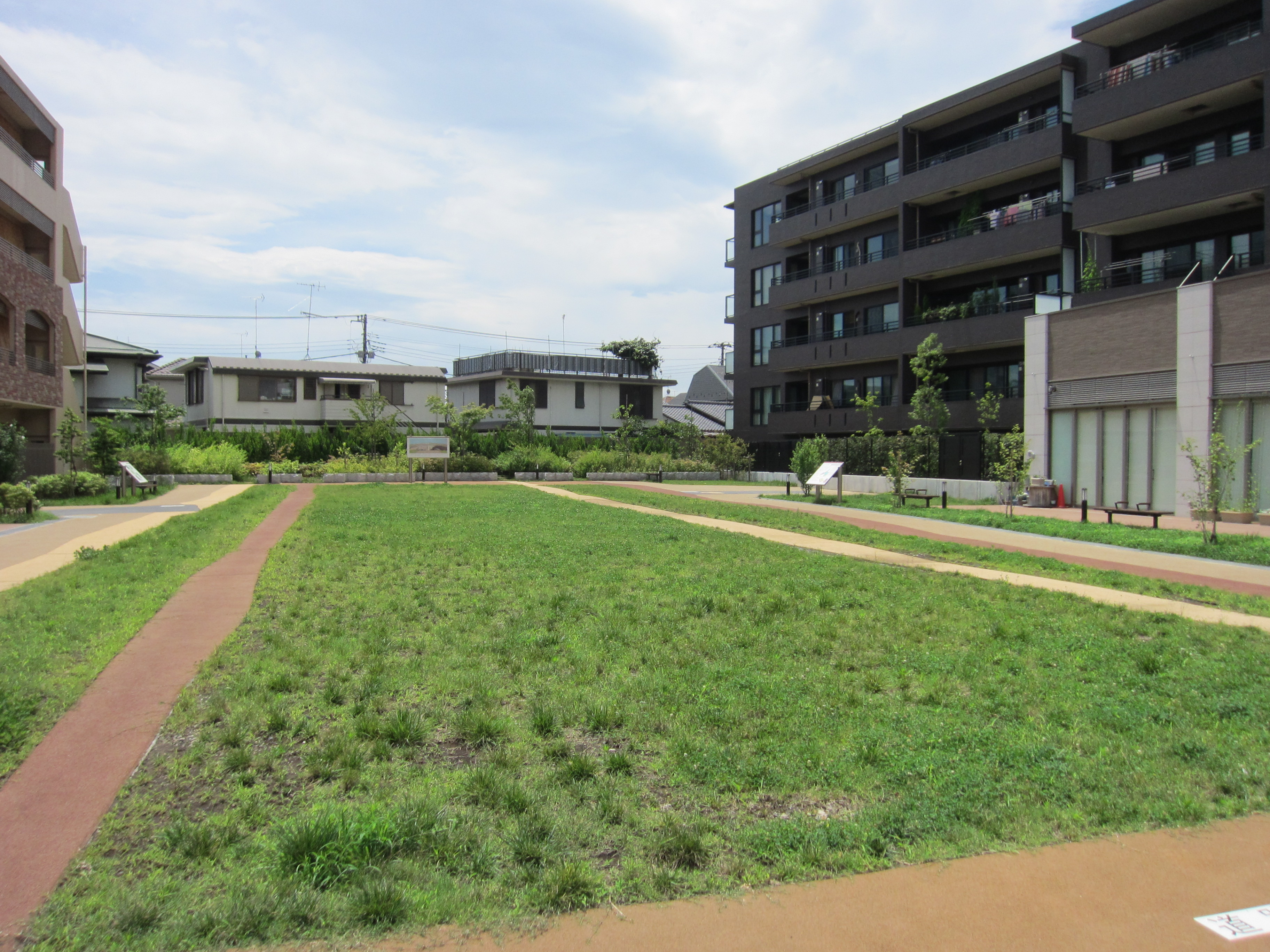
東山道武蔵路跡

## 概要
古代日本においても、律令体制が構築され始めた7世紀末以降、七道に沿って計画的な道路整備が行われていたことが、発掘調査による遺構の発見によって明らかにされている。
実際に古代官道が見つかった遺跡としては、東山道武蔵路が発見された東京都国分寺市の武蔵国分寺跡（国の史跡）や、東海道と考えられる直線道路が発見された静岡県静岡市の曲金北遺跡などがある。
律令制度崩壊後は衰退したものの、後世の街道の原点となったものも多い。